# بلال محسنی
بلال محسنی (انگلیسی: Bilel Mohsni؛ زادهٔ ۲۱ ژوئیهٔ ۱۹۸۷) بازیکن فوتبال اهل تونس است.
از باشگاه‌هایی که در آن بازی کرده‌است می‌توان به باشگاه فوتبال آنژه، باشگاه فوتبال ساوتند یونایتد، باشگاه فوتبال رنجرز، و باشگاه فوتبال ایپسویچ تاون اشاره کرد.
وی همچنین در تیم ملی فوتبال تونس بازی کرده‌است.